# Daroul Khayri
Daroul Khayri est un village du Sénégal situé en Basse-Casamance. Il fait partie de la communauté rurale de Kataba 1, dans l'arrondissement de Kataba 1, le département de Bignona et la région de Ziguinchor. Daroul Khayri est un foyer religieux fondé en 1937 par Cheikh Shamsidine ibn Cheikh Mahfouz.
Lors du dernier recensement (2002), la localité comptait 577 habitants et 80 ménages.